# دهه ۱۶۸۰ (پیش از میلاد)
دهه ۱۶۸۰ (پیش از میلاد) صد و شصت و هشتمین دهه قبل از مبدا شروع تقویم میلادی است.